# ŽOK Dinamo
ŽOK Dinamo  est un club serbe de volley-ball fondé en 1973 et basé à Pančevo, évoluant pour la saison 2017-2018 en Superliga.

## Palmarès
- Coupe de Serbie
  - Finaliste : 2008, 2010, 2017.

## Effectifs

### Saison 2018-2019
| No                           | Nom                          | Date de naissance            | Taille                         | Poids                          | Poste                          |
| ---------------------------- | ---------------------------- | ---------------------------- | ------------------------------ | ------------------------------ | ------------------------------ |
| 1                            | Jovana Simić                 | 31 octobre 1999              | 172                            |                                | Passeuse                       |
| 2                            | Sanja Đurđević               | 25 mars 1998                 | 177                            | 58                             | Libero                         |
| 4                            | Marina Ranisavljević         | 22 mai 1999                  | 179                            |                                | Centrale                       |
| 6                            | Tijana Mitrović              | 17 juin 1997                 | 178                            |                                | Passeuse                       |
| 7                            | Marina Obradovic             | 26 décembre 2001             | 180                            |                                | Réceptionneuse-attaquante      |
| 8                            | Ana Jakšić                   | 16 janvier 1986              | 185                            | 75                             | Centrale                       |
| 9                            | Milica Šorak                 | 22 septembre 1998            | 184                            | 74                             | Réceptionneuse-attaquante      |
| 10                           | Bjanka Petković              | 29 octobre 1997              | 185                            |                                | Centrale                       |
| 11                           | Vanja Simeunović             | 1er septembre 1998           | 180                            |                                | Réceptionneuse-attaquante      |
| 12                           | Olga Jejić                   | 10 novembre 1996             | 186                            | 72                             | Centrale                       |
| 13                           | Tijana Stojković             | 3 septembre 1999             | 184                            | 58                             | Réceptionneuse-attaquante      |
| 14                           | Dragana Marković             | 9 juillet 1995               | 175                            | 55                             | Réceptionneuse-attaquante      |
| 15                           | Jelena Petrov                | 24 septembre 1991            | 174                            | 71                             | Libero                         |
| 16                           | Tamara Djordjević            | 1er mai 1998                 | 191                            |                                | Attaquante                     |
| 17                           | Dina Solomun                 | 7 juin 1998                  | 178                            |                                | Centrale                       |
| 18                           | Milica Sekulić               | 16 mars 1998                 | 172                            |                                | Libero                         |
| 19                           | Katarina Marisavljević       | 21 mars 1998                 | 184                            |                                | Réceptionneuse-attaquante      |
| 20                           | Zorana Stamenković           | 31 mai 2001                  | 171                            |                                | Libero                         |
|                              |                              |                              |                                |                                |                                |
| Encadrement technique        | Encadrement technique        |                              | Légende                        | Légende                        | Légende                        |
| Entraîneur : Nikola Jerković | Entraîneur : Nikola Jerković | Entraîneur : Nikola Jerković | : Capitaine                    | : Capitaine                    | : Capitaine                    |
| Entraîneur(s) adjoint(s) :   | Entraîneur(s) adjoint(s) :   | Entraîneur(s) adjoint(s) :   | : Joueuse blessée actuellement | : Joueuse blessée actuellement | : Joueuse blessée actuellement |